# Релаксационные асаны
Релаксационные асаны (медитационные асаны) — асаны (позы) в йоге.

## Падмасана

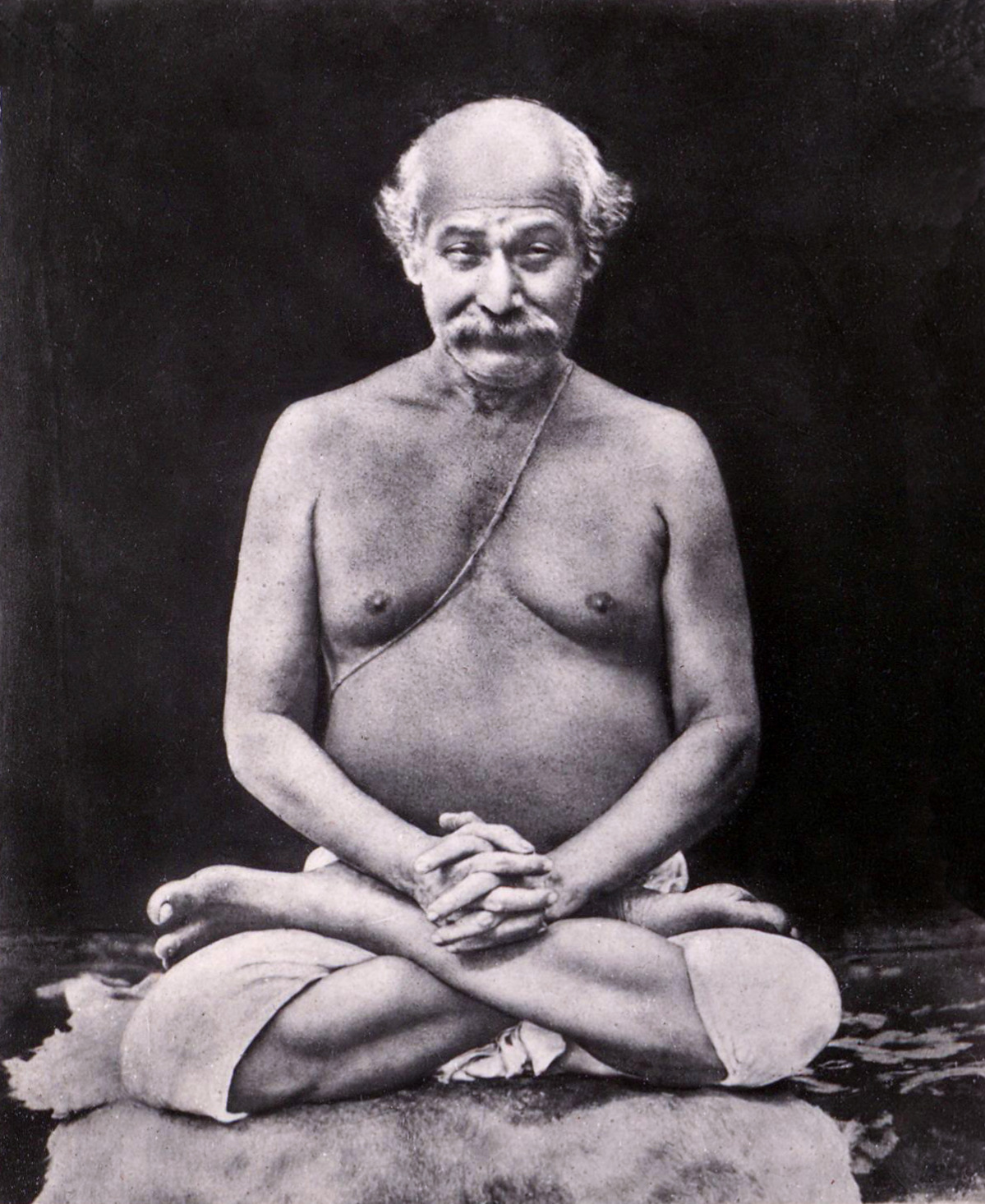
Поза лотоса в исполнении Лахири Махасая

Падмасана (санскр. - поза лотоса, дев. पद्मासन, IAST: padmāsana, «падма» — лотос) — одна из основных асан в йоге, часто используется в вариациях ширшасаны и сарвангасаны. Одна из самых релаксирующих асан. Падмасана рекомендуется для практикования пранаямы. Является базовой основой для любых комплексов асан.
«Приняв Падмасану и положив ладони одна на другую, твердо прижать подбородок к груди и, сосредоточившись на Брахмане, часто сокращать анальное отверстие и поднимать апану; подобными же сокращениями горла продвигать вниз прану. Этим достигается непревзойденное знание благодаря Кундалини (пробуждаемой этим процессом)» — «Хатха-йога-прадипика»
Противопоказания: травмы и болезни коленных суставов.

### Философский аспект асаны
Считается самой оптимальной позой для медитаций. Приводит организм в энергетическое равновесие. В этой позе нередко изображают Будду. Йоги считают, что падмасана поднимает энергию муладхара до сахасрары и то, что находясь в этой асане, можно контролировать апанаваю и нади.

## Сиддхасана

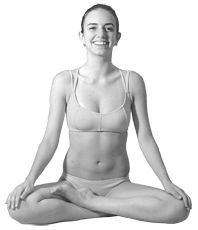
Сиддхасана

Сиддха́сана (полулотос, "Совершенная поза", санскр. सिद्धासन), IAST: siddhāsana) — одна из основополагающих поз йоги, поскольку она оказывает широкое положительное влияние на организм человека. Сиддхасана — одна из важнейших асан (лучшая из 84 000 асан); она очищает 72 000 нади в теле человека.
«(…)среди ниям главное — не причинять никому зла, среди ям — умеренная диета, а среди асан — Сиддхасана»
«Ни одна асана не может равняться с Сиддхасаной, ни одна кумбхака — с Кевалой, ни одна мудра — с Кхечари, ни одна лайя (поглощение ума) — с Надой.»
Противопоказания: травмы и болезни ног, пояснично-крестцовым радикулит или другие заболевания, локализованные в области крестца.

### Философский аспект асаны
Сиддха означает «совершенный», «завершенный». Сиддха — это тот, кто приобретает сверхъестественные способности благодаря самоконтролю. Это наиболее важная асана для контроля над дыханием, дисциплины ощущений, концентрации, медитации и самореализации.
Сиддхасане приписывают развитие сверхъестественных способностей.
Йог, который сосредоточивается на душе, умерен в своей диете, может получить сверхъестественные способности, если он практикует Сиддхасану в течение двенадцати лет без перерыва.
Сиддхасана рекомендуется для практики пранаямы и медитации.

## Сукхасана

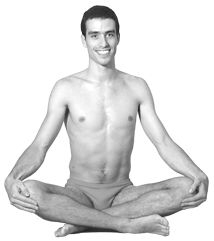
Сукхасана

Сукхасана («удобная поза», «Поза портного», «сидеть по-турецки», «Сукха» в переводе  с санскрита — "счастье", "удовольствие", "комфорт") — асана в йоге. Поза используется при выполнении дыхательных упражнений, концентрации внимания и медитации. Часто сукхасану используют как подготовительную к сиддхасане.<

### Техника исполнения
Согнуть левую ногу внутрь, прижать стопу к внутренней поверхности правого бедра, ближе к паху. Согнуть правую ногу и положить её параллельно левой. Колени широко раздвинуты и лежат на коврике.

## Свастикасана
Свастикасана (деванагари स्वस्तिकसन IAST svastikásana) — одна из асан хатха-йоги. Практикуется для укрепления тела. Свастика на санскрите означает «процветающий». При принятии этой позы лодыжечный замок имеет форму свастики.
Свастикасана — это сидячее положение с выпрямленным туловищем. Вытяните ноги вперёд. Захватите левую ногу и положите стопу рядом с правым бедром. Подобным образом согните правую ногу и протолкните её в пространство между бедром и икроножными мышцами. Теперь обе стопы окажутся между бёдрами и икрами ног.

## Шавасана

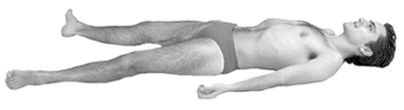
Шавасана

Шава́сана (санскр. शवासन) — асана в хатха-йоге. Достижения в этой асане приравниваются к достижениям в целом от практических занятий хатха-йогой. Цель Шавасаны — отдых и полное расслабление.

### Техника исполнения
1. Лечь на спину. Руки прямые вдоль тела, но тела не касаются. Ноги вытянуты и немного разведены в стороны. Глаза закрыты.
2. Расслабьте все мышцы тела, начиная с мышц рук, затем ног, ягодицы, поясницы, живота, спины, груди и мышцы плечевого пояса. Затем расслабьте мышцы шеи, лица и язык. И последними расслабьте глаза.
3. При выходе из Шавасаны сделайте глубокий вдох и потянитесь, напрягая все мышцы в том же порядке.

#### Подробная техника выполнения асаны шавасана
1. Выберите для занятия спокойное место с твердой ровной поверхностью. Расстелите коврик. Наденьте одежду из натуральных тканей. Можно взять плед и укрыться.
2. Уложите спину ровно. Если вы чувствуете прогибы — пустые полости между спиной и полом - то выполните асаны для вытяжения спины.
3. Голова лежит ровно в комфортном положении. Ноги следует раскинуть на ширину плеч, можно чуть-чуть согнуть колени.
4. Руки вдоль тела ладонями вверх на небольшом расстоянии от тела. Можно ориентироваться на то, чтобы подмышки не были плотно прижаты.
5. Закройте глаза, расслабьте челюсть, можно чуть приоткрыть губы.
6. Теперь пройдитесь мысленно по телу и расслабьте каждую его часть, начиная от мизинца правой ноги и постепенно поднимаясь к макушке. Можно включить медитацию шавасана или визуализировать, как вы волной расслабления поднимаетесь по своему телу.
7. Когда тело расслабится полностью, вы не будете чувствовать его границ. Попробуйте выполнить медитацию: представить золотой свет, и со вдохом впустить его в себя, а с выдохом представить всё чёрное — что это все болезни и шлаки, которые уходят от вас. Сделайте столько дыхательных циклов, сколько потребуется.
8. Постепенно возвращайтесь в своё тело. Пошевелите пальцами ног и пальцами рук.
9. Откройте глаза. Руками и ногами потянитесь в разные стороны и медленно садитесь.
10. При желании после шавасаны можно сделать любую асану или позу, которую интуитивно захочет ваше тело.

## Ваджрасана

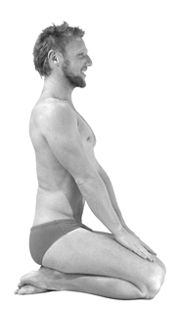
Ваджрасана

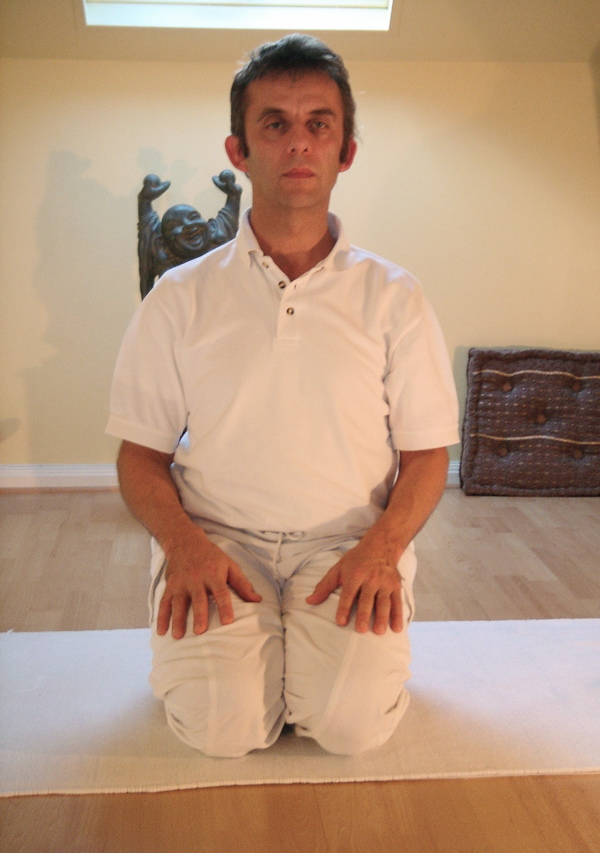
Ваджрасана

Ваджра́сана ("алмазная поза" или "твёрдая поза", англ. vajrasana, ваджра — в переводе с санскрита: молния, алмаз, скипетр, палица бога Индры. В термине «ваджра» отражено также значение нерушимости Закона (Дхармы) Будды, прочного как алмаз) — поза, сидя на коленях в хатха-йоге. Будда ваджраяны Самантабхадра (и другие Будды) — символ чистоты Просветления (Бодхи) и Закона (Дхарма). Он изображается в сидящей позе, белого цвета с ваджрой в правой руке у сердца и с колокольчиком в левой руке у бедра. Ваджрасана имеет множество вариантов исполнения и является базовой для других асан.

### Техника исполнения
Встать на колени. Соединить колени и скрестить ступни: мужчины — правая сверху, женщины — левая. Сесть ягодицами на пятки. Вся тяжесть тела переносится на колени и лодыжки. Положить руки на бедра так, чтобы четыре пальца были вместе, а пятый, большой, находится в произвольном положении. Туловище, шея и голова находятся на одной прямой, но мышцы не должны быть напряженными. Если у вас есть сутулость, то выгните назад плечи и шею, а потом расслабьте. Со временем спина будет становиться все ровнее и ровнее. В этой асане не должно быть никаких напряжений, а уж тем более болевых ощущений. Дыхание должно быть спокойным и естественным. Желательно, чтобы выдох был более, чем в два раза длиннее вдоха.
Противопоказания: варикозы и тромбы в ногах, травмы суставов колен или голени; может служить причиной такого заболевания как йогическая отвисающая стопа.

### Философский аспект асаны
Ваджрасана — это асана, дающая внутреннее равновесие. Эту асану используют последователи всех основных религий мира: христианство, ислам, буддизм, индуизм, сиккхизм и др.